# Добаткин, Владимир Иванович
Владимир Иванович Доба́ткин (1915 — 1999) — советский и российский металлург. Член-корреспондент АН СССР / РАН. Лауреат Ленинской премии и Сталинской премии третьей степени.

## Биография
Родился 10 (23 февраля) 1915 года в селе Бетино (ныне Касимовский район, Рязанская область).
- 1941: окончил МИЦМиЗ;
- 1941—1958: работал на заводе № 95 (Верхне-Салдинское металлургическое производственное объединение): старший инженер, заместитель главного металлурга, главный металлург;[1]
- 1956: доктор технических наук. Тема докторской диссертации: «Строение слитков деформируемых алюминиевых сплавов и его влияние на свойства изделий»;
- профессор;[2]
- 1958—1961: сотрудник ВИАМ;
- 1961—1987: заместитель начальника ВИЛС;
- 1979: член-корреспондент АН СССР.

Умер 9 октября 1999 года. Похоронен в Москве на Троекуровском кладбище.

## Научная деятельность
Основные работы В. И. Добаткина посвящены непрерывному литью, металловедению и термообработке лёгких сплавов. Он установил ряд закономерностей кристаллизации сплавов, открыл и описал один из существенных механизмов упрочнения деформированных полуфабрикатов из алюминиевых и титановых сплавов — структурное (субзеренное) упрочение. Под его руководством решён ряд крупных производственных задач: разработана технология и организовано промышленное производство крупногабаритных титановых слитков; разработана промышленная технология литья крупногабаритных слитков и получения полуфабрикатов из высокопрочных алюминиевых сплавов для нового поколения широкофюзеляжных самолётов; повышены характеристики конструкционной прочности высокопрочных алюминиевых сплавов.
В. И. Добаткин — один из создателей технологии вакуумной дуговой плавки металлов. Под его руководством впервые в СССР было освоено изготовление полых профилей, тонкостенных труб и крупных штамповок.

## Научные труды
В. И. Добаткин — автор более 200 печатных работ, в том числе 6 монографий. Основные работы:
1. Добаткин, Владимир Иванович. Литейные свойства сплавов применительно к непрерывному литью [Текст] / Добаткин В. И.; Моск. авиац. технол. ин-т «МВО». Москва : тип. МАТИ, 1946.
2. Добаткин, Владимир Иванович. Непрерывное литье и литейные свойства сплавов [Текст] / В. И. Добаткин, канд. техн. наук; [Предисл. акад. А. А. Бочвар и проф. д-ра С. М. Воронова, с. 3-4]. Москва : изд-во и тип. Оборонгиза, 1948.
3. Добаткин, Владимир Иванович. Строение слитков деформируемых алюминиевых сплавов и его влияние на свойства изделий [Текст] : Автореферат дис. работы, представл. на соискание учен. степени доктора техн. наук / М-во высш. образования СССР. Моск. ин-т цвет. металлов и золота им. М. И. Калинина. Москва : [б. и.], 1956.
4. Добаткин, Владимир Иванович. Слитки алюминиевых сплавов [Текст] / В. И. Добаткин, д-р техн. наук. Свердловск : Металлургиздат. Свердл. отд-ние, 1960.
5. Технология производства и свойства титановых сплавов [Текст] : Материалы Науч.-техн. совещания / Всесоюз. ордена Ленина науч.-исслед. ин-т авиац. материалов ; Отв. ред.: д-р техн. наук В. И. Добаткин, инж. И. Н. Каганович. [Москва] : ОНТИ, 1961—1967.
6. Вакуумная дуговая плавка металлов и сплавов [Текст] : Сборник / Под общ. ред. д-ра техн. наук В. И. Добаткина ; ВИЛС [Б. м.] : ОНТИ, 1966—1969.
7. Добаткин, Владимир Иванович. Гранулируемые алюминиевые сплавы / В. И. Добаткин, В. И. Елагин. М. : Металлургия, 1981.
8. Непрерывное литье в электромагнитный кристаллизатор / [З. Н. Гецелев, Г. А. Балахонцев, Ф. И. Квасов и др.]; Под ред. В. И. Добаткина. М. : Металлургия, 1983.
9. Плавка и литье алюминиевых сплавов : Справочник / [ М. Б. Альтман, А. Д. Андреев, Г. А. Балахонцев и др.]; Отв. ред. В. И. Добаткин. М. : Металлургия, 1983.
10. Воздействие мощного ультразвука на межфазную поверхность металлов / [В. И. Добаткин, Г. И. Эскин, О. В. Абрамов и др.]; Отв. ред. А. И. Манохин; АН СССР, Прогр. ком. «Физика, химия и механика поверхности», Ин-т физики твердого тела. М. : Наука, 1986.

## Признание
- Ленинская премия (1966);
- Сталинская премия третьей степени (1949) — за разработку и промышленное внедрение нового высокопрочного сплава
- орден Ленина;
- три ордена Трудового Красного Знамени;
- орден Дружбы Народов;
- медали
- Золотая медаль имени Д. К. Чернова РАН (1995) — за цикл работ по теме «Исследование структурного упрочнения и наследственного влияния строения слитка на свойства деформированных легких сплавов»;
- премия имени П. П. Аносова АН СССР (1975) — за серию работ «Исследование закономерностей кристаллизации слитков и гранул алюминиевых сплавов».